# بانک گتین
بانک گتین (انگلیسی: Getin Bank) شرکت خدمات مالی و بانکداری لهستانی است، که در سال ۲۰۰۴ تأسیس شد.